# Ugo Manera
Ugo Manera (Torino, 1º febbraio 1939) è un alpinista italiano.

## Biografia
Ugo Manera è un accademico del CAI ed istruttore della Scuola di Alpinismo Giusto Gervasutti di Torino. È uno degli esponenti di punta dell'alpinismo piemontese ed italiano. Iniziò a praticare l'alpinismo nel settembre 1957 a diciotto anni, dopo tre anni di competizioni ciclistiche nelle categorie giovanili. Praticò con passione l'alpinismo fin dagli inizi, nel tempo concesso dal lavoro e dagli studi serali (cominciò a lavorare in fabbrica a quattordici anni).
Manera, al contrario di molti alpinisti, non ha mai considerato in maniera antitetica l'arrampicata e la vita professionale, mantenendo sempre separate le due attività e considerando la carriera professionale come il mezzo per ottenere la disponibilità economica per praticare in libertà l'alpinismo. Nel campo professionale iniziò l'attività come apprendista meccanico e la concluse come direttore di stabilimento. All'inizio dell'attività alpinistica si orientò al collezionismo di cime, ossia la salita per le vie più facili delle cime superiori ai 3000 e 4000 metri, ma presto abbandonò tale filone e si rivolse all'alpinismo delle grandi difficoltà.
A metà degli anni sessanta divenne istruttore di alpinismo nella scuola di Giusto Gervasutti, attività che ancora oggi svolge. Legatosi in grande amicizia con Gian Piero Motti, si dedicò intensamente alla ricerca e scoperta del nuovo ed alla valorizzazione di terreni rocciosi fino ad allora sconosciuti ai più o non ancora presi in considerazione (come le prealpi francesi e le bastionate di fondovalle della Valle dell'Orco). Con Gian Piero Motti diede avvio a quel momento dell'alpinismo torinese ricordato come il Nuovo Mattino. Manera coniò il nome Caporal per la celebre falesia della Valle dell'Orco dopo averne aperto la prima via nell'autunno 1972 con Motti: la Via Dei Tempi Moderni.
Come Gian Piero Motti anche Manera pubblica molti articoli sulle riviste specializzate nei quali illustra la sua attività e mette in evidenza le linee guida del suo alpinismo, che sono: abbandono del mito dell'alpinismo eroico vissuto fino al limite dell'estremo sacrificio, ricerca del nuovo e dell'inedito sia nelle falesie di bassa quota che sulle grandi parete di grande montagna, alpinismo invernale e scoperta di problemi nuovi per poi risolverli. Tale visione dell'alpinismo lo ha portato a realizzare un gran numero di prime ascensioni; in cifre: 105 prime in montagna, 37 in falesia, 20 prime invernali, 22 prime italiane.
Se il nuovo ha caratterizzato l'attività di Manera, non meno importanti le numerose ripetizioni di grandi vie di estrema difficoltà: dalle Alpi marittime al Monte Bianco e dal Gran Paradiso alle Dolomiti. I gruppi montuosi più amati sono stati quelli del Monte Bianco e del Gran Paradiso.
I limiti imposti dal lavoro e dagli impegni familiari non hanno impedito a Manera di svolgere un'importante attività extraeuropea dall'Himalaya alle Ande Peruviane.
L'alpinista torinese è tuttora attivo (2017) dopo 59 anni di attività alpinistica ininterrotta. È membro del Club Alpino Accademico Italiano (CAAI) e del Groupe de haute montagne (GHM) francese. È autore del libro autobiografico Pan e Pera (2003) e di vari articoli apparsi sulle riviste del settore.

## Ripetizione vie aperte da altri alpinisti
La lista delle ripetizioni di grandi vie aperte da altri alpinisti importanti è notevole, dalle Alpi Marittime al Monte Bianco e dal Gran Paradiso alle Dolomiti, anche se Manera prediligeva la ricerca del nuovo trascurando le grandi classiche alla moda, effettuò molte ripetizioni importanti. Ricordiamo: la parete ovest delle Petites Jorasses nel 1972, la quarta salita della via Cordier ed una delle prime ripetizioni della via Coqueuniot entrambe ai Grands Charmoz, la prima italiana della via Bastien-Contamine al Grand Dru, la quarta salita del Pilastro Rosso del Brouillard per la via Bonatti, la seconda salita della via dei Polacchi sulla sud-est del Mont Maudit, la seconda salita della via Calcagno Machetto sulla Tour des Jorasses, la seconda salita della via Emery sulla sud-ovest del Piccolo Greuvetta, la terza salita della via Boccalatte sulla nord del Mont Greuvetta, la terza salita della via Bertone-Zappelli alla Punta Androsace al Mont Maudit; tutte nel Gruppo del Monte Bianco. Un particolare interesse Manera lo dedicò alle grandi e severe pareti del Massif des Ecrins in terra di Francia: la parete Nord dell'Ailefroide per la via Gervasutti, la prima italiana della parete Nord dell'Olan per la via Couzy-Desmaison, la prima italiana della via diretta sulla parete nord della Meije, la prima italiana della via Allain '35 sulla sud della Meije, la parete nord del Pic Sans Nom. Molte le scalate nelle Dolomiti, tra le altre: Torre Trieste via Cassin e Tissi, Cima Su Alto via Ratti Vitali, Sass Maor via Andrich, Sass dla Crusc via Mayerl.

## Vie aperte
È nelle nuove vie aperte che assume maggior rilievo l'attività alpinistica di Manera, innumerevoli le prime ascensioni compiute. Nel Gruppo Monte Bianco tra le altre citiamo:
- La parete sud-est della pointe Michelle Micheline sulle Flammes de Pierre nel 1970
- La prima salita della parete est della Punta Centrale di Pra Sec alle Grandes Jorasses nel 1978
- La prima salita integrale della cresta di Tronchey alle Grandes Jorasses
- La via dei Dilettanti al Pilastro Rosso del Brouillard
- Tre nuove vie sulla bella parete est del Mont Greuvetta
- La prima salita della parete sud est della Punta Brendel all'Aiguille Noire de Peuterey
- Una nuova via sulla parete sud delle Petites Jorasses
- Una nuova via sulla parete sud dell'Aiguille d'Argentière.

Oltre cinquanta nuove vie sono state tracciate da Manera nelle valli del Gran Paradiso e nella Valli di Lanzo, con una ricerca metodica spinta fino agli angoli più remoti. Altre nuove vie furono aperte in altri gruppi, dalla parete est della Punta Sella nel gruppo del Monviso alla severa parete nord del Breithorn nel gruppo del Monte Rosa. Un capitolo a parte nell'attività di Manera è rappresentato dall'alpinismo invernale, decine di prime invernali vennero compiute nel Gran Paradiso, nelle Valli di Lanzo, nel Monte Bianco ed in altri gruppi: dalle invernali alle vie di Guglielmo e della Fessura della Torre Staccata al Becco di Valsoera, al Pilier a Tre Punte al Mont Blanc du Tacul, alla via Mellano sulla nord del Breithorn.
Malgrado i limiti di tempo imposti dall'attività lavorativa, Manera riuscì a svolgere anche attività sulle montagne extraeuropee, nel 1976 compì la prima ascensione del Rishi Kot II (6200 m) nel Garhwal indiano e sempre in quella regione, nel 1981, la prima salita della cresta sud di quella straordinaria montagna che è il Changabang (6874 m). Nell'Hindu Kush pakistano nel 1984 effettuò la difficile cavalcata dei Bindu Gul V, IV, III giungendo in vetta al Bindu Gul Zom II di 6214 metri di quota. Infine, nel 1988, aprì una nuova difficile via sulla parete nord del Puscanturpa Norte nelle Ande peruviane.
Un capitolo a parte è rappresentato dalla ricerca del nuovo sulle strutture rocciose di fondovalle: per Manera ogni struttura rocciosa era degna di una via di arrampicata. Dopo l'apertura di nuove vie sulle falesie della tradizione: Rocca Sbarua nel pinerolese e Monte Plu in valle di Lanzo, passò ad esplorare luoghi nuovi come il Bec di Mea in valle Grande di Lanzo, pareti di Balmafiorant (Caporal, Parete dei Falchi, Parete delle Aquile) in valle dell'Orco, pareti del Vallone di Sea in valle Grande di Lanzo, Rocca Nera di Caprie in bassa valle di Susa, l'Ancesieu in valle Soana. Molte sono le vie in queste falesie che portano il suo nome accoppiato ai compagni di cordata: Gian Piero Motti, Claudio Sant'Unione, Isidoro Meneghin e Franco Ribetti.